# AFC Champions League Two
La AFC Champions League Two, nota fino al 2024 come Coppa dell'AFC e abbreviata in ACL Two, è una competizione calcistica organizzata dalla AFC e riservata principalmente alle squadre dei campionati asiatici che non hanno la qualificazione garantita alla AFC Champions League, in base al loro ranking AFC. È al secondo livello della piramide del calcio asiatico per club, posizionata sotto l'AFC Champions League Elite e sopra l'AFC Challenge League.
Le squadre più titolate sono state Kuwait SC e Al-Quwa Al-Jawiya, che condividono il primato con tre titoli ciascuna. La nazione di maggior successo è il Kuwait, che può vantare quattro titoli vinti dalle sue squadre.
I club si qualificano per la competizione in base ai risultati ottenuti nei rispettivi campionati nazionali e nelle coppe. La partecipazione è aperta ai club provenienti dalle prime 12 nazioni delle regioni Est e Ovest, secondo il ranking AFC delle competizioni per club. Per ciascuna nazione classificata tra la 1ª e la 6ª posizione in ogni regione, partecipa alla competizione la squadra con il miglior piazzamento che non si è qualificata per l’AFC Champions League Elite.
Il club vincitore dell’AFC Champions League Two otterrà un posto indiretto nella fase preliminare della successiva edizione dell’AFC Champions League Elite, qualora non si fosse già qualificato attraverso la competizione domestica.

## Storia

Il logo usato quando la competizione si chiamava AFC Cup.

La competizione è nata nel 2004 quando la federazione asiatica ha deciso di riservare la AFC Champions League soltanto alle squadre dei campionati delle 14 maggiori federazioni asiatiche, restringendola a 18 partecipanti. Nella prima edizione i gironi A,B e C erano riservati ai club dell'Asia occidentale e centrale, mentre i giorni D ed E raccoglievano i club dell'Asia centrale e orientale. Le vincitrici dei gironi e le tre migliori seconde si sarebbero qualificate alla fase ad eliminazione diretta, che inizialmente prevedeva turni di andata e ritorno anche per la finale. L'edizione inaugurale è stata vinta dai siriani dell'Al-Jaish, che nella finale hanno sconfitto i connazionali dell'Al-Wahda grazie alle reti in trasferta.
Il 23 dicembre 2022 l'AFC ha comunicato il cambio di struttura delle sue competizioni per club. Questo ha comportato l'abolizione della Coppa dell'AFC, sostituita come seconda competizione continentale dall'AFC Champions League 2, mentre una terza competizione, l'AFC Challenge League, è riservata alle squadre dei paesi con il ranking più basso.
Il 24 maggio 2024 l'AFC ha annunciato che i record e le statistiche delle precedenti competizioni per club AFC saranno riconosciuti e integrati nelle competizioni per club rinnovate; di conseguenza i dati e le statistiche dalla Coppa dell'AFC sono stati trasferiti all'AFC Champions League Two.
L'edizione iniziale della nuova AFC Champions League Two si è conclusa il 18 maggio 2025, con la finale vinta dalla squadra degli Emirati Arabi Uniti dello Sharjah per 2-1 contro i Lion City Sailors.

## Premi in denaro
I premi in denaro previsti per l’edizione 2024-2025 della AFC Champions League Two sono i seguenti, in dollari statunitensi (USD).
| Turno            | Squadre | Somma        | Somma        |
| Turno            | Squadre | Per squadra  | Totale       |
| ---------------- | ------- | ------------ | ------------ |
| Campione         | 1       | $2.5 milioni | $2.5 milioni |
| Finalista        | 1       | $1 milioni   | $1 milioni   |
| Semifinali       | 4       | $240,000     | $960,000     |
| Quarti di finale | 8       | $160,000     | $1,280,000   |
| Ottavi di finale | 16      | $80,000      | $1,280,000   |
| Fase a gironi    | 32      | $300,000     | $9,600,000   |
| Totale           | 32      | $16,620,000  | $16,620,000  |

## Albo d'oro
| Stagione                                 | Campione                                          | Risultato                                      | Finalista                                      | Stadio                                               | Spettatori                                     |
| ---------------------------------------- | ------------------------------------------------- | ---------------------------------------------- | ---------------------------------------------- | ---------------------------------------------------- | ---------------------------------------------- |
| AFC Cup (2004-2024)                      |                                                   |                                                |                                                |                                                      |                                                |
| Finale A/R                               |                                                   |                                                |                                                |                                                      |                                                |
| 2004                                     | Al Jaish                                          | 3–2                                            | Al-Wahda                                       | Abbasiyyin Stadium, Damasco, Siria                   |                                                |
| 2004                                     | Al Jaish                                          | 0–1                                            | Al-Wahda                                       | Abbasiyyin Stadium, Damasco, Siria                   |                                                |
| 2004                                     | Al-Jaish vince per la regola dei goal fuori casa. |                                                |                                                |                                                      |                                                |
| 2005                                     | Al-Faisaly                                        | 1–0                                            | Nejmeh                                         | Amman International Stadium, Amman, Giordania        |                                                |
| 2005                                     | Al-Faisaly                                        | 3–2                                            | Nejmeh                                         | Rafic Hariri Stadium, Beirut, Libano                 |                                                |
| 2005                                     | Al-Faisaly vince per 4–2.                         |                                                |                                                |                                                      |                                                |
| 2006                                     | Al-Faisaly                                        | 3–0                                            | Al-Muharraq                                    | Amman International Stadium, Amman, Giordania        | 7,000                                          |
| 2006                                     | Al-Faisaly                                        | 2–4                                            | Al-Muharraq                                    | Bahrain National Stadium, Riffa, Bahrain             | 3,000                                          |
| 2006                                     | Al-Faisaly vince per 5–4.                         |                                                |                                                |                                                      |                                                |
| 2007                                     | Shabab Al-Ordon                                   | 1–0                                            | Al-Faisaly                                     | Amman International Stadium, Amman, Giordania        | 5,500                                          |
| 2007                                     | Shabab Al-Ordon                                   | 1–1                                            | Al-Faisaly                                     | Amman International Stadium, Amman, Giordania        | 7,500                                          |
| 2007                                     | Shabab Al-Ordon vince per 2–1.                    |                                                |                                                |                                                      |                                                |
| 2008                                     | Al-Muharraq                                       | 5–1                                            | Safa                                           | Bahrain National Stadium, Riffa, Bahrain             | 6,000                                          |
| 2008                                     | Al-Muharraq                                       | 5–4                                            | Safa                                           | Sports City Stadium, Beirut, Libano                  | 2,000                                          |
| 2008                                     | Al-Muharraq vince per 10–5.                       |                                                |                                                |                                                      |                                                |
| Finale secca                             |                                                   |                                                |                                                |                                                      |                                                |
| 2009                                     | Kuwait SC                                         | 2–1                                            | Al-Karamah                                     | Al Kuwait Sports Club Stadium, Kuwait City, Kuwait   | 17,400                                         |
| 2010                                     | Al-Ittihad Aleppo                                 | 1–1 (dts) 4–2 (dtr)                            | Al-Qadisiya                                    | Jaber International Stadium, Kuwait City, Kuwait     | 58,604                                         |
| 2011                                     | Nasaf Qarshi                                      | 2–1                                            | Kuwait SC                                      | Markaziy Stadium, Qarshi, Uzbekistan                 | 15,753                                         |
| 2012                                     | Kuwait SC                                         | 4–0                                            | Erbil                                          | Franso Hariri Stadium, Erbil, Iraq                   | 30,000                                         |
| 2013                                     | Kuwait SC                                         | 2–0                                            | Al-Qadisiya                                    | Al-Sadaqua Walsalam Stadium, Kuwait City, Kuwait     | 10,000                                         |
| 2014                                     | Al-Qadisiya                                       | 0–0 (dts) 4–2 (dtr)                            | Erbil                                          | Maktoum Bin Rashid Al Maktoum Stadium, Dubai, UAE    | 5,240                                          |
| 2015                                     | Johor Darul Ta'zim                                | 1–0                                            | Istiklol                                       | Pamir Stadium, Dushanbe, Tajikistan                  | 18,000                                         |
| 2016                                     | Al-Quwa Al-Jawiya                                 | 1–0                                            | Bengaluru                                      | Suheim Bin Hamad Stadium, Doha, Qatar                | 5,806                                          |
| 2017                                     | Al-Quwa Al-Jawiya                                 | 1–0                                            | Istiklol                                       | Hisor Central Stadium, Hisor, Tajikistan             | 20,000                                         |
| 2018                                     | Al-Quwa Al-Jawiya                                 | 2–0                                            | Altyn Asyr                                     | Basra International Stadium, Basra, Iraq             | 24,665                                         |
| 2019                                     | Ahed                                              | 1–0                                            | April 25                                       | Kuala Lumpur Stadium, Kuala Lumpur, Malaysia         | 500                                            |
| 2020                                     | Cancellata a cuasa della Pandemia da COVID-19.    | Cancellata a cuasa della Pandemia da COVID-19. | Cancellata a cuasa della Pandemia da COVID-19. | Cancellata a cuasa della Pandemia da COVID-19.       | Cancellata a cuasa della Pandemia da COVID-19. |
| 2021                                     | Al-Muharraq                                       | 3–0                                            | Nasaf Qarshi                                   | Al-Muharraq Stadium, Arad, Bahrain                   | 9,060                                          |
| 2022                                     | Al-Seeb                                           | 3–0                                            | Kuala Lumpur                                   | Bukit Jalil National Stadium, Kuala Lumpur, Malaysia | 27,722                                         |
| 2023-24                                  | C.C. Mariners                                     | 1–0                                            | Ahed                                           | Sultan Qaboos Sports Complex, Muscat, Oman           | 1,930                                          |
| AFC Champions League Two (2024-presente) |                                                   |                                                |                                                |                                                      |                                                |
| 2024-25                                  | Sharjah                                           | 2–1                                            | Lion City Sailors                              | Bishan Stadium, Singapore, Singapore                 | 9,737                                          |

## Performance per nazione
| Pos. | Nazione             | Vittorie | Finali perse |
| ---- | ------------------- | -------- | ------------ |
| 1    | Kuwait              | 4        | 3            |
| 2    | Iraq                | 3        | 2            |
| 3    | Giordania           | 3        | 1            |
| 4    | Siria               | 2        | 2            |
| 5    | Bahrein             | 2        | 1            |
| 6    | Libano              | 1        | 3            |
| 7    | Uzbekistan          | 1        | 1            |
| 7    | Malaysia            | 1        | 1            |
| 9    | Oman                | 1        | -            |
| 9    | Australia           | 1        | -            |
| 9    | Emirati Arabi Uniti | 1        | -            |
| 11   | Tagikistan          | -        | 2            |
| 12   | Corea del Nord      | -        | 1            |
| 12   | India               | -        | 1            |
| 12   | Turkmenistan        | -        | 1            |
| 12   | Singapore           | -        | 1            |

## Riconoscimenti individuali

### Capocannoniere
| Anno      | Giocatore          | Club                | Reti |
| --------- | ------------------ | ------------------- | ---- |
| 2004      | Indra Sahdan Daud  | Home Utd            | 7    |
| 2004      | Egmar Goncalves    | Home Utd            | 7    |
| 2005      | Mo'ayyad Salim     | Al-Faisaly          | 9    |
| 2006      | Mahmoud Shelbaieh  | Al-Wehdat           | 8    |
| 2007      | Odai Al-Saify      | Shabab Al-Ordon     | 5    |
| 2007      | Mohamad Ghaddar    | Nejmeh              | 5    |
| 2008      | Rico               | Al-Muharraq         | 19   |
| 2009      | Robert Akaruye     | Al-Bisitin          | 8    |
| 2009      | Mohamad Hamwi      | Al-Karamah          | 8    |
| 2009      | Jehad Al Hussain   | Kuwait SC           | 8    |
| 2009      | Kesley Alves       | Bình Dương          | 8    |
| 2010      | Afonso Alves       | Al-Rayyan           | 9    |
| 2011      | Ivan Bošković      | Nasaf Qarshi        | 10   |
| 2012      | Amjad Radhi        | Erbil               | 9    |
| 2012      | Raja Rafe          | Al-Shorta           | 9    |
| 2013      | Issam Jemâa        | Kuwait SC           | 16   |
| 2014      | Juan Belencoso     | Kitchee             | 11   |
| 2015      | Daniel McBreen     | South China         | 8    |
| 2015      | Riste Naumov       | Ayeyawady Utd       | 8    |
| 2016      | Hammadi Al-Daeeaa  | Al-Quwa Al-Jawiya   | 16   |
| 2017      | Kim Yu-song        | April 25            | 9    |
| 2018      | An Il-bom          | April 25            | 12   |
| 2019      | Bienvenido Marañón | Ceres               | 10   |
| 2020      | Bienvenido Marañón | Ceres               | 5    |
| 2021      | Husayin Norchayev  | Nasaf Qarshi        | 7    |
| 2022      | Jasur Hasanov      | Sogdiana Samarcanda | 5    |
| 2022      | Paulo Josué        | Kuala Lumpur        | 5    |
| 2022      | Pedro Paulo        | Viettel             | 5    |
| 2023-2024 | Marco Túlio        | C.C. Mariners       | 8    |
| 2024-2025 | Sardar Azmoun      | Shabab Al-Ahli      | 9    |

### Miglior Giocatore
| Anno    | Giocatore                                     | Squadra                                       |
| ------- | --------------------------------------------- | --------------------------------------------- |
| 2011    | Artur Geworkýan                               | Nasaf Qarshi                                  |
| 2012    | Rogerinho                                     | Al-Kuwait                                     |
| 2013    | Bader Al-Mutawa                               | Al-Qadsia                                     |
| 2014    | Saif Al Hashan                                | Al-Qadsia                                     |
| 2015    | Safiq Rahim                                   | Johor Darul Ta'zim                            |
| 2016    | Hammadi Ahmed                                 | Al-Quwa Al-Jawiya                             |
| 2017    | Manuchekhr Dzhalilov                          | Istiklol                                      |
| 2018    | Hammadi Ahmed                                 | Al-Quwa Al-Jawiya                             |
| 2019    | Mehdi Khalil                                  | Al-Ahed                                       |
| 2020    | Cancellata a causa della pandemia da COVID-19 | Cancellata a causa della pandemia da COVID-19 |
| 2021    | Abdulwahab Al Malood                          | Al-Muharraq                                   |
| 2022    | Eid Al-Farsi                                  | Al-Seeb                                       |
| 2023–24 | Mikael Doka                                   | Central Coast Mariners                        |
| 2024–25 | Caio Lucas                                    | Sharjah                                       |

### Migliori marcatoriAll Time
Dati aggiornati al termine dell'edizione 2022. In grassetto sono indicati i calciatori ancora in attività.
| Pos. | Giocatore            | Club                                            | Reti |
| ---- | -------------------- | ----------------------------------------------- | ---- |
| 1    | / Bienvenido Marañón | Ceres                                           | 35   |
| 2    | Mahmoud Shelbaieh    | Al-Wehdat                                       | 34   |
| 3    | Aleksandar Đurić     | Geylang United, Singapore A.F., Tampines Rovers | 32   |
| 3    | Amjad Radhi          | Erbil, Al-Quwa Al-Jawiya                        | 32   |
| 5    | Bader Al-Mutawa      | Al-Qadsiya                                      | 30   |
| 5    | Rico                 | Al-Muharraq, Al-Riffa, Al-Hidd                  | 30   |
| 7    | Ali Ashfaq           | Club Valencia, New Radiant, VB Addu             | 29   |